# Gonomyia mendica
Gonomyia mendica är en tvåvingeart som beskrevs av Alexander 1956. Gonomyia mendica ingår i släktet Gonomyia och familjen småharkrankar.
Artens utbredningsområde är Kenya. Inga underarter finns listade i Catalogue of Life.